# Metall de la reina
El metall de la reina és un aliatge consistent bàsicament d'estany (90%) i la resta antimoni, Sb, zinc, Zn, i plom, Pb, o coure, Cu. Fou desenvolupat en el segle xvi i reservat per a la fabricació de peces per a la família reial anglesa.